# Бондари (Дятловский район)
Бондари́ (бел. Бандары) — деревня в Жуковщинском сельсовете Дятловского района Гродненской области Белоруссии. Согласно переписи населения 2009 года в Бондарях проживало 26 человек. Площадь сельского населённого пункта составляет 56,81 га, протяжённость границ — 3,92 км.

## География
Бондари расположены в 27 км к северу от Дятлово, 140 км от Гродно, 40 км от железнодорожной станции Новоельня. Деревня разместилась на левом берегу Нёмана в лесу. В 7 км по дороге от деревни проходит магистраль М11 E 85 Граница Литовской Республики — Лида — Слоним — Бытень. С агрогородком Гезгалы Бондари связаны местной автомобильной дорогой Н6658. Деревня является самым северным населённым пунктом Дятловского района.

## История
На начало XX века Бондари — деревня в Белицкой волости Лидского уезда Гродненской губернии.
В 1921—1939 годах Бондари находились в составе межвоенной Польской Республики. В 1923 году в Бондарях имелось 46 хозяйств, проживало 239 жителей. В сентябре 1939 года Бондари вошли в состав БССР.
В 1996 году Бондари входили в состав колхоза «1-е Мая». В деревне насчитывалось 35 хозяйств, проживало 55 человек.

## Современное положение и перспективы
Деревня является по сути вымирающей, в то же время пользуется популярностью у покупателей дач. Рядом находятся орешники и грибные леса.
Бондари включены в список приоритетных мест по созданию санаторно-курортного комплекса по оздоровлению населения.